# Aleksandar Luković
Aleksandar Luković - em sérvio, Александар Луковић (Kraljevo, 23 de outubro de 1982) - é um ex-futebolista sérvio que atuava como zagueiro e lateral-esquerdo.
Luković estreou em jogos de seleções em 15 de agosto de 2005, ainda por Sérvia e Montenegro, em duelo amistoso contra a Polônia. Ele figurou em mais quatro jogos pela seleção servo-montenegrina, incluindo os dois últimos antes da Copa do Mundo FIFA de 2006, mas não chegou a ser convocado ao mundial. Voltou para a primeira partida da nova seleção da Sérvia, com a qual esteve na Copa do Mundo FIFA de 2010.